# Séance
Séance è il quarto album in studio del gruppo musicale tedesco Dark Fortress, pubblicato nel 2006.

## Tracce
1. Ghastly Indoctrination – 7:39
2. CataWomb – 6:41
3. Requiem Grotesque – 6:50
4. While They Sleep – 7:11
5. To Harvest the Artefacts of Mockery – 4:11
6. Poltergeist – 5:56
7. Revolution: Vanity – 5:14
8. Incide – 5:20
9. Shardfigures – 6:22
10. Insomnia – 6:34

## Formazione
- Azathoth - voce
- Asvargr - chitarra
- V. Santura - chitarra, voce (traccia 4)
- Draug - basso
- Paymon - tastiera
- Seraph - batteria, voce (1, 4)